# NOW 1
Now (That's What I Call Music 1) er et dansk opsamlingsalbum udgivet 5. september 2002 i kompilation-serien NOW Music.

## Spor
1. Shakira: "Underneath Your Clothes"
2. Sophie Ellis-Bextor: "Get Over You"
3. George Michael: "Freeek!"
4. Ronan Keating: "If Tomorrow Never Comes"
5. Nelly: "Hot In Herre"
6. Tiziano Ferro: "Perdono"
7. Chad Kroeger feat. Josey Scott: "Hero"
8. Atomic Kitten: "It's OK!"
9. Zididada: "Walking On Water"
10. Kylie Minogue: "Love at First Sight"
11. Oasis: "Stop Crying Your Heart Out"
12. Britney Spears: "Boys"
13. Sugababes: "Freak Like Me"
14. Westlife: "Bob Bob Baby"
15. Fat Joe feat. Ashanti: "What's Luv?"
16. Christina Milian: "When You Look At Me"
17. Det Brune Punktum: "Kom Lad Os Gå"
18. Ashanti: "Foolish"
19. Celine Dion: "A New Day Has Come"
20. Jennifer Lopez feat. NAS: "I'm Gonna Be Alright (Track Masters Remix)"